# Landsberg X-press
I Landsberg X-press sono una squadra di football americano di Landsberg am Lech, in Germania.

## Storia
Fondati nel 1984 come Landsberg Express, chiusero nel 2000. A seguito della loro chiusura furono fondati i Bavarian State Seminoles, la cui esperienza durò però un solo anno in una lega di quinto livello.
Nel 2007 alcuni ex giocatori rifondarono la squadra col nome di Landsberg X-press.

## Dettaglio stagioni

### Tornei nazionali

#### Campionato

##### Bundesliga
| Stagione | regular season | regular season | regular season | regular season | regular season | regular season | playoff | playoff | playoff | playoff | playoff | playoff          | playoff             |
|          | Vin            | Par            | Per            | Tot            | PF             | PS             | Vin     | Per     | Tot     | PF      | PS      | risultato        | avversaria          |
| -------- | -------------- | -------------- | -------------- | -------------- | -------------- | -------------- | ------- | ------- | ------- | ------- | ------- | ---------------- | ------------------- |
| 1997     | 3              | 1              | 6              | 10             | 196            | 262            | 0       | 2       | 2       | 6       | 106     | Quarti di finale | Hamburg Blue Devils |
| 1998     | 2              | 0              | 10             | 12             | 148            | 454            | -       | -       | -       | -       | -       | -                | -                   |
| 1999     | 3              | 0              | 9              | 12             | 293            | 388            | -       | -       | -       | -       | -       | -                | -                   |
| 2000     | 2              | 0              | 10             | 12             | 166            | 425            | 0       | 2       | 2       | 22      | 60      | Retrocessi       | Saarland Hurricanes |
| Totale   | 10             | 1              | 35             | 46             | 803            | 1529           | 0       | 4       | 4       | 28      | 166     |                  |                     |

Fonti: Enciclopedia del Football - A cura di Roberto Mezzetti

##### 2. Bundesliga
| Stagione | regular season | regular season | regular season | regular season | regular season | regular season | playoff | playoff | playoff | playoff | playoff | playoff   | playoff    |
|          | Vin            | Par            | Per            | Tot            | PF             | PS             | Vin     | Per     | Tot     | PF      | PS      | risultato | avversaria |
| -------- | -------------- | -------------- | -------------- | -------------- | -------------- | -------------- | ------- | ------- | ------- | ------- | ------- | --------- | ---------- |
| 1986     | 0              | 0              | 6              | 6              | 32             | 254            | -       | -       | -       | -       | -       | -         | -          |
| 1996     | 13             | 0              | 1              | 14             | 461            | 170            | -       | -       | -       | -       | -       | -         | -          |
| Totale   | 13             | 0              | 7              | 20             | 493            | 424            | -       | -       | -       | -       | -       |           |            |

Fonti: Enciclopedia del Football - A cura di Roberto Mezzetti

##### Regionalliga/Verbandsliga (terzo livello)/Bayernliga (terzo livello)
| Stagione | regular season | regular season | regular season | regular season | regular season | regular season | playoff | playoff | playoff | playoff | playoff | playoff      | playoff        |
|          | Vin            | Par            | Per            | Tot            | PF             | PS             | Vin     | Per     | Tot     | PF      | PS      | risultato    | avversaria     |
| -------- | -------------- | -------------- | -------------- | -------------- | -------------- | -------------- | ------- | ------- | ------- | ------- | ------- | ------------ | -------------- |
| 1987     | 5              | 0              | 3              | 8              | 156            | 138            | -       | -       | -       | -       | -       | -            | -              |
| 1988     | 2              | 0              | 8              | 10             | 62             | 217            | -       | -       | -       | -       | -       | -            | -              |
| 1989     | 5              | 0              | 2              | 7              | 300            | 79             | -       | -       | -       | -       | -       | -            | -              |
| 1990     | 4              | 2              | 3              | 9              | 196            | 171            | -       | -       | -       | -       | -       | -            | -              |
| 1991     | 5              | 0              | 5              | 10             | 157            | 202            | -       | -       | -       | -       | -       | -            | -              |
| 1992     | 4              | 0              | 6              | 10             | 118            | 225            | -       | -       | -       | -       | -       | -            | -              |
| 1993     | 4              | 1              | 3              | 8              | 149            | 158            | -       | -       | -       | -       | -       | -            | -              |
| 1994     | 9              | 0              | 1              | 10             | 397            | 88             | 1       | 3       | 4       | 95      | 83      | Non promossi | Fürth Buffalos |
| 1995     | 10             | 0              | 0              | 10             | 376            | 34             | -       | -       | -       | -       | -       | -            | -              |
| 2014     | 3              | 0              | 9              | 12             | 296            | 475            | -       | -       | -       | -       | -       | -            | -              |
| 2015     | 4              | 0              | 6              | 10             | 304            | 334            | -       | -       | -       | -       | -       | -            | -              |
| 2016     | 5              | 1              | 4              | 10             | 335            | 276            | -       | -       | -       | -       | -       | -            | -              |
| 2017     | 7              | 0              | 5              | 12             | 434            | 355            | -       | -       | -       | -       | -       | -            | -              |
| 2018     | 8              | 0              | 4              | 12             | 392            | 284            | -       | -       | -       | -       | -       | -            | -              |
| 2019     | 6              | 0              | 4              | 10             | 324            | 261            | -       | -       | -       | -       | -       | -            | -              |
| Totale   | 81             | 4              | 63             | 148            | 3996           | 3197           | 1       | 3       | 4       | 95      | 83      |              |                |

Fonti: Enciclopedia del Football - A cura di Roberto Mezzetti

##### Bayernliga (quarto livello)
| Stagione | regular season | regular season | regular season | regular season | regular season | regular season | playoff | playoff | playoff | playoff | playoff | playoff    | playoff          |
|          | Vin            | Par            | Per            | Tot            | PF             | PS             | Vin     | Per     | Tot     | PF      | PS      | risultato  | avversaria       |
| -------- | -------------- | -------------- | -------------- | -------------- | -------------- | -------------- | ------- | ------- | ------- | ------- | ------- | ---------- | ---------------- |
| 2012     | 5              | 0              | 5              | 10             | 269            | 215            | 0       | 1       | 1       | 12      | 27      | Semifinale | München Rangers  |
| 2013     | 8              | 0              | 2              | 10             | 320            | 188            | 1       | 0       | 1       | 59      | 27      | Campioni   | Königsbrunn Ants |
| Totale   | 13             | 0              | 7              | 20             | 589            | 403            | 1       | 1       | 2       | 71      | 54      |            |                  |

Fonti: Enciclopedia del Football - A cura di Roberto Mezzetti

##### Landesliga/Verbandsliga (quinto livello)
| Stagione | regular season | regular season | regular season | regular season | regular season | regular season | playoff | playoff | playoff | playoff | playoff | playoff    | playoff              |
|          | Vin            | Par            | Per            | Tot            | PF             | PS             | Vin     | Per     | Tot     | PF      | PS      | risultato  | avversaria           |
| -------- | -------------- | -------------- | -------------- | -------------- | -------------- | -------------- | ------- | ------- | ------- | ------- | ------- | ---------- | -------------------- |
| 2001     | 1              | 0              | 5              | 6              | 36             | 176            | -       | -       | -       | -       | -       | -          | -                    |
| 2010     | 6              | 0              | 2              | 8              | 253            | 122            | 0       | 1       | 1       | 6       | 20      | Semifinale | Franken Timberwolves |
| 2011     | 7              | 0              | 0              | 7              | 277            | 46             | 2       | 0       | 2       | 59      | 54      | Campioni   | Bamberg Bears        |
| Totale   | 14             | 0              | 7              | 21             | 566            | 344            | 2       | 1       | 3       | 65      | 74      |            |                      |

Fonti: Enciclopedia del Football - A cura di Roberto Mezzetti

##### Landesliga
| Stagione | regular season | regular season | regular season | regular season | regular season | regular season | playoff | playoff | playoff | playoff | playoff | playoff   | playoff    |
|          | Vin            | Par            | Per            | Tot            | PF             | PS             | Vin     | Per     | Tot     | PF      | PS      | risultato | avversaria |
| -------- | -------------- | -------------- | -------------- | -------------- | -------------- | -------------- | ------- | ------- | ------- | ------- | ------- | --------- | ---------- |
| 2008     | 2              | 0              | 4              | 6              | 45             | 109            | -       | -       | -       | -       | -       | -         | -          |
| 2009     | 4              | 0              | 6              | 10             | 106            | 194            | -       | -       | -       | -       | -       | -         | -          |
| Totale   | 6              | 0              | 10             | 16             | 151            | 303            | -       | -       | -       | -       | -       |           |            |

Fonti: Enciclopedia del Football - A cura di Roberto Mezzetti